# Astaroth
Astaroth je faustovski roman Ive Brešana, dio trilogije koju, uz ovaj roman, čine i djela Država Božja 2053. te Vražja utroba. Astaroth je pritom prikaz totalitarizma u prošlosti, Država Božja 2053. u budućnosti, a Vražja utroba u sadašnjosti.

## Radnja
Roman je faustovskog tipa o pogodbi Martina Borasa s Astarothom, obličjem Sotone. Ali, za razliku od Goetheova Fausta, Brešan se bavi problematikom događaja nakon što Sotona dolazi naplatiti svoj dug i izvršiti pogodbu.
Martin Boras bio je siromašan mladić iz šibenskog predgrađa koji je odlučio otputovati i pokušati pronaći bolji život. U vlaku mu pristupi Astaroth i ponudi mu ugovor: lagodan život u zamjenu za vječnost koja slijedi nakon smrti. Borasu se isprva činilo bezazlenim te pristade i potpiše ugovor krvlju. Potom su sve stvari počele teći nabolje - imao je sve, i ljubav, i obitelj, i novac. A nakon svoje smrti najprije se našao u tijelu ustaškog časnika Maglice, zatim udbaškog komesara Santinija, pa fratra Florijana. Sve te inkarnacije imale su svoju ulogu, a svaku je Astaroth pažljivo vodio. Pri svakom novom životu, svaki je dodir s prošlim izazivao bol Astarothovim utjecajem, stoga je zaboravljao svoje pravo "ja" te više nije igrao ulogu nego je vjerovao u sve što je činio.
Martin Boras poslije smrti budi se u tijelu Antona Maglice, važnog ustaškog časnika, dijela Pavelićeve vlasti. Na kraju života i odigrane uloge u bijegu ga 1945. streljaju partizani te se budi u novom tijelu. Postaje udbaški komesar Santini, a nakon njegove smrti franjevac Florijan, a neko vrijeme čak i kip u uredu. Nakon toga postaje srpskim časnikom za vrijeme napada na Vukovar te hrvatskim časnikom za vrijeme ahmićkog pokolja. Time Brešan stavlja protagonista u sukobljene struje kroz cijelo 20. stoljeće, u raznim njegovim periodima.
U cijelom se romanu pojavljuju i znanstvenofantastični elementi, poput multiplikanata, Astarothovih sluga koji se ponašaju poput jednog bića istodobno na više mjesta, a također uvodi i putovanje kroz vrijeme. Tako i roman završava - povratkom iz modernog Jeruzalema dvije tisuće godina ranija - za vrijeme Kristova raspeća. Brešan tako, rušeći kroz cijeli roman čovjekove iluzije, ipak daje tračak nade, kako za Borasa, tako i za čitatelja.

## Vanjske poveznice
- Prikaz knjige Astaroth  Arhivirana inačica izvorne stranice od 27. rujna 2007. (Wayback Machine)